# Traditional Doom
Traditional Doom, auch als Classic Doom bekannt, ist eine Bezeichnung für ein Musiksubgenre des Doom Metal, die sich ab den 1990er Jahren etablierte und auf Musikgruppen seit der Mitte der 1980er Jahre bezogen wird.

## Musikalische Einordnung
Der Traditional Doom basiert musikalisch auf der Grundform des Doom Metal, ausgehend von den ersten vier Alben von Black Sabbath. Virtuosität nimmt gegenüber Groove und Rhythmusgefühl eine nachrangige Rolle ein. Der Songaufbau bleibt meist in einem konsumablen Strophen-Refrain-Schema der Pop- und Rockmusik mit einem schlichten 4/4-Takt. Die Musik wird dazu langsam mit stark verzerrten tief gestimmten Gitarren gespielt. Gitarristen nutzten überwiegend Modelle von Röhrenverstärkern aus den 1960er Jahren, da diese einen Klang transportieren der als weich, voll und warm wahrgenommen wird. Im Resultat wird der Traditional Doom als düstere und langsame Variante des frühen Hard Rock mit schweren und langsamen Gitarrenriffs verstanden. Der Gesang wird in stilistischer Anlehnung an Hard- und Bluesrock als unbeschönigter Klargesang dargebracht. Typische und prägende Vertreter waren Ozzy Osbourne, Scott Weinrich, Eric Wagner, Bobby Liebling (Pentagram) und Scott Reagers (Saint Vitus). Inhaltlich widmet sich die Spielform melancholischen Geschichten, Lebensberichten, insbesondere Außenseitergeschichten, Drogenerfahrungen, Okkultismus und Horror sowie Hoffnungslosigkeit, Angst und Trauer.

## Geschichte

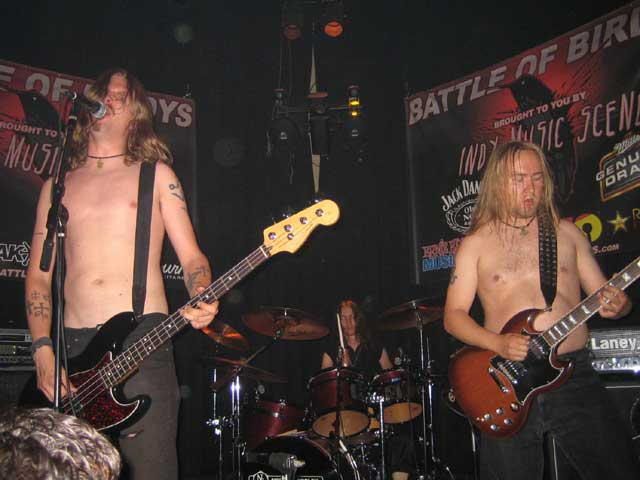
In den 2000er Jahren verantworteten Reverend Bizarre eine Welle neuer Aufmerksamkeit für den Traditional Doom

Der Begriff entstand in den 1990er Jahren – jener Phase, in der der Doom Metal sich zu diversifizieren begann. Traditional Doom diente dabei der Abgrenzung von neuen Crossover-Varianten die erst als Doomcore zusammengefasst wurde. Bands, die sich nach dieser Zeit formierten und sich dennoch dafür entschieden, größtenteils an den Grundlagen der ursprünglichen Doom Metal festzuhalten, wurden im Folgenden von genrespezifischen Web- und Fanzines mehrheitlich als Traditional Doom klassifiziert.
Dabei wird der Schnitt zwischen Proto-Doom und Traditional Doom, mit jenen Interpreten die in der Mitte der 1980er Jahre die Grundideen der Proto-Doom-Vertreter Black Sabbath, Black Widow, Witchfinder General und zum Teil bereits inbegriffen Pentagram, aufnahmen, vorgenommen. Musikjournalisten prägten für die Gruppen Trouble, Pentagram und Saint Vitus nachkommend die Bezeichnungen als die heilige Dreifaltigkeit des amerikanischen Doom Metals oder American Doom Trinity. Mit ihren 1984/1985 erschienenen Debütalben Trouble, Saint Vitus und Pentagram wird diesen Bands und Alben der Erfolg des Doom Metals und damit einhergehend die Etablierung einer ersten Doom-Metal-Szene im Verlauf der 1980er Jahre zugesprochen.
Mit der oft lose antiautoritären und gegenkulturellen bis linksliberalen Attitüde der Anhänger und Interpreten sowie der gemeinsamen Nutzung von Clubs und Labeln und kooperativen Tourneen stand die kleine, um den frühen Doom Metal existierende Szene kulturell und ökonomisch der Punk-, Hardcore- und Crust-Punk-Szene nahe. Festivals und das Aufkommen von neuen Interpreten in den frühen 2000er Jahren wie Reverend Bizarre, Witchcraft und Blood Ceremony führten zu einem Revival des Traditional-Doom-Genres. Trotz geringer Aufmerksamkeit führten Bands wie Dawn of Winter, Count Raven, Spiritus Mortis, The Gates of Slumber oder Beelzefuzz den Stil seit seinen Ursprüngen dauerhaft fort.